# بریو-لا-گیارد
شهر بریو-لا-گیارد (به فرانسوی: Brive-la-Gaillarde) در شهرستان کورز در ناحیه لیموزین (فرانسه) با جمعیت ۵۰٬۰۰۹ نفر در کشور فرانسه واقع شده‌است